# Gil Jouanard
Gil Jouanard, né le 11 décembre 1937 à Avignon et mort dans cette même ville le 25 mars 2021, est un écrivain français découvert par René Char. 

## Biographie
Il s'orienta d'abord vers le journalisme, métier qu'il pratiqua entre 1962 et 1965.
Ce fut à ce titre qu'il participa à la création de l'un des premiers quotidiens de l'Algérie indépendante de 1963 à 1964, puis il assura la responsabilité du choix des auteurs pour une encyclopédie jusqu'en 1974 et a été directeur de l'action culturelle et de l'information du Nouveau Théâtre national de Marseille (Compagnie Marcel Maréchal) de 1975 à 1977. Il publia son premier livre sous l'amicale pression de René Char, en 1969. Il est l'auteur de plus de cinquante ouvrages appartenant à divers genres (le plus souvent inclassables).
Il habite Avignon, où il est né et est revenu vivre après avoir habité successivement en divers lieux,  notamment  Dieburg, en Allemagne, enfant, puis Paris à plusieurs reprises, Oran, Hambourg, Marseille, Villeneuve-lès-Avignon, Montpellier, de nouveau Paris et Abbeville. Dès 1977, il a créé les Rencontres poétiques internationales de la Chartreuse de Villeneuve-lès-Avignon, ainsi que la première structure de recherche et d'animation littéraire permanente (Maison du Livre et des Mots) qu'il dirigea jusqu'en 1985. Il initia la création d'une résidence d'écrivains à Villeneuve-lès-Avignon, en 1982, en collaboration avec le CNL. Fut membre de plusieurs commissions successives du CNL Il fut le président de la Fête du livre d'Aix-en-Provence, manifestation  qu’il avait créée en 1977 et dirigée jusqu’en 1979. Dans le même temps, il a collaboré à de nombreuses revues et organisé des échanges littéraires tant en France qu'à l’étranger.
En 1986, il créa à Montpellier le Centre régional des lettres du Languedoc-Roussillon et la Maison du livre et des écrivains, qu'il dirigea, puis dont il fut le directeur littéraire, pendant presque 20 ans. Il préside l'association des amis de Jacques Lacarrière, Chemins Faisant. Jacques Lacarrière lui dédicaça d'ailleurs une de ses méditations, L'éprouvette, dans son ouvrage Ce bel aujourd'hui (1989), aussi connu sous le nom de Ne lâchons pas la proie du Soleil pour l'ombre des écrans (réédition parue en 2019).